# Smalltown Boy (album Depressive Age)
Smalltown Boy è un EP del gruppo musicale tedesco D-Age pubblicato nel 1997 dalla GUN Records.

## Tracce
1. Small Town Boy – 4:06 (testo: Jimmy Somerville – musica: Bronski Beat)
2. Teenage Temples – 4:32
3. Electric Scum (Acoustic Version) – 3:37
4. Small Town Boy (Acoustic Version) – 4:14 (testo: Jimmy Somerville – musica: Bronski Beat)

## Formazione
- Jan Lubitzki – voce
- Jochen Klemp – chitarra solista
- Tim Schallenberg – basso
- Norbert Drescher – batteria